# Glenea guadalcanalana
Glenea guadalcanalana là một loài bọ cánh cứng trong họ Cerambycidae.